# Пралєвка
Пралєвка (рос. Пралевка) — присілок в Большеболдинському районі Нижньогородської області Російської Федерації.
Населення становить 49 осіб. Входить до складу муніципального утворення Новослободська сільрада.

## Історія
Від 2009 року входить до складу муніципального утворення Новослободська сільрада.

## Населення
| 1999 | 2002 | 2010 |
| ---- | ---- | ---- |
| 86   | ↘85  | ↘49  |